# 砷华
砷华（英語：Arsenolite），又称砒石、信石，是一种含砷矿物，化学式为As4O6。它是硫化砷的氧化产物。它通常发现为白色的小八面体，但雄黄或雌黄的杂质可能使其呈粉红色或黄色。它可以与其同质異形体白砷石（As2O3的单斜晶型）以及雄黄、雌黄和钴华共生。
砷华属于剧毒矿物。

## 产生
它于1854年首次被发现产生在德国下萨克森州哈茨山的圣安德烈亚斯贝格区。
它是由热液脉中的含砷硫化物矿物氧化而产生。它也因矿山或煤层火灾而产生。